# Имплантологија
Имплантологија (орална имплантологија) је грана стоматологије која се бави уградњом зубних имплантата. Уобичајен назив за стоматолога или оралног хирурга, који се бави зубним имплантатима је имплантолог. Зубни имплантат је страно тело које се уграђује у вилицу и након одређеног времена ствара чврсту веза са кости. На имплантат се затим поставља круница или може да служи као носач моста или пак као сидриште протезе. Ове протетске надокнаде израђује зубни техничар.

## Зубни имплантати
Зубни имплантат пружа неколико предности у односу на друге могућности замене зуба. Осим што изгледају и функционишу попут природног зуба, имплантати замењују зубе без жртвовања суседних зуба. Наиме, у случају замене једног зуба мостом, потребно је избрусити суседне зубе. Имплантат ће помоћи у очувању алвеоларног гребена. Пошто је имплантат усађен у кост, он стимулише околну кост и у том случају не долази до ресорпције кости, која се јавља након вађења зуба. Модерни зубни имплантати се праве од чистог титанијума за разлику од ортопедије, где се користе легуре титанијума. Познато је да се титанијум понаша неутрално и да не узрокује никакве алергијске реакције. (биокомпатибилан материјал) Титанијум гради са кисеоником заштитни слој и зато га организам добро прихвата. То се назива остеоинтеграција.
Уколико у горњој вилици дође до велике ресорпције (топљења) виличне кости, то отежава уградњу регуларних имплантата.  Један од алтернативних начина уградње јесте уградња зигоматичних имплантата у комбинацији са класичним имплантатима. Зигоматични имплантати су шрафови дужине 35 до 55 милиметара који се шрафе у зигоматичну (јагодичну) кост.

## Замена једног зуба
Предности замене једног зуба имплантатом су ти што се зуби око њега не морају брусити, као што је случај код моста. Зубно месо (периодонцијум) се налази у добром односу са круницом и вратом зуба при чему се стварају оптимални услови за одрживост имплантата.

#### Класификација
Замена једног зуба зубним имплантатом је уведена у класификацију по Бринкману (Brinkmann), још 1973. год. под класу I. Затим је та класа преправљена на конференцији за имплантологе 200. Тада су уведена и следећа правила: у горњој вилици се до четири недостајућа секутића могу заменити са четири имплантата. У доњој вилици се при четири недостајућа секутића могу уградити само два имплантата. За премоларе или моларе се препоручује замена једног зуба једним имплантатом.